# SN 2004ct
SN 2004ct – supernowa typu Ia odkryta 22 czerwca 2004 roku w galaktyce M+05-37-17. W momencie odkrycia miała maksymalną jasność 17,50m.